# Ángel Aranda
Pour les articles homonymes, voir Aranda.
Ángel Aranda, né le 18 septembre 1934 à Jaén et mort le 21 avril 2024, est un acteur espagnol.

## Filmographie

### Cinéma
- 1955 : El guardián del paraíso d'Arturo Ruiz Castillo (es)
- 1956 : Les Damnés de l'enfer (es) (Embajadores en el infierno) de José María Forqué
- 1957 : Marisa la Coquette (	Marisa la civetta) de Mauro Bolognini
- 1959 : Les Derniers Jours de Pompéi (Gli ultimi giorni di Pompei) de Mario Bonnard et Sergio Leone : Antonius
- 1959 : Molokai, île maudite (es) (Molokai, la isla maldita) de Luis Lucia Mingarro
- 1960 : Cibles vivantes (Altas variedades) de Francisco Rovira Beleta
- 1961 : Goliath contre les géants (Goliath contro i giganti) de Guido Malatesta
- 1961 : Le Colosse de Rhodes (Il colosso di Rodi) de Sergio Leone : Koros
- 1962 : Le Jour le plus court (Il giorno piu corto) de Sergio Corbucci
- 1963 : La Belle de Lodi (La bella di Lodi) de Mario Missiroli
- 1964 : Mon colt fait la loi (Le pistole non discutono) de Mario Caiano : Julio
- 1964 : Le Désir (Donde tú estés) de Germán Lorente
- 1965 : La Planète des vampires (Terrore nello spazio) de Mario Bava : Wess
- 1966 : Le Greco (El Greco) de Luciano Salce : Don Luis
- 1967 : Les Cruels (I crudeli) de Sergio Corbucci : Nat
- 1967 : Les Aventures extraordinaires de Cervantes (Cervantes) de Vincent Sherman
- 1968 : Pas de pardon, je tue (Fedra West) de Joaquín Luis Romero Marchent
- 1969 : La Loi de la violence (Legge della violenza - Tutti o nessuno) de Gianni Crea : Chris, le shérif
- 1970 : Le Tigre de l'Arizona (The Arizona Kid) d'Alfred Santell
- 1970 : Underground d'Arthur H. Nadel : Sam Baxter
- 1970 : Marché secret des filles (Investigacion criminal) de Juan Bosch Palau : Fernando Olmos
- 1972 : Gringo, les aigles creusent ta tombe (Los buitres cavarán tu fosa) de Juan Bosch Palau : Dan Barker
- 1973 : Les Enfants de chœur (Gli eroi) de Duccio Tessari : Cowlich
- 1973 : Storia di karatè, pugni e fagioli de Tonino Ricci
- 1974 : Une libellule pour chaque mort (Una libélula para cada muerto) de León Klimovsky : Pietro Volpini
- 1978 : Poupée de sang (Escalofrío) de Carlos Puerto et Juan Piquer Simón : Bruno
- 1979 : De l'enfer à la victoire (Contro 4 bandiere) d'Umberto Lenzi
- 1980 : La Vie privée de Marilyne (Una chica llamada Marilyn) de Jean Luret : Padilla

### Télévision
- 1971-1972 : Hora once (2 épisodes)
- 1973-1974 : Novela : Angel (16 épisodes)